# جاتوش بانوم
جاتوش بانوم (30 نوفمبر 1994 بإثيوبيا - ) هو لاعب كرة قدم إثيوبي في مركز الوسط . شارك مع منتخب إثيوبيا لكرة القدم. أما مع النوادي، فقد لعب مع نادي البن ونادي الأنوار .

## وصلات خارجية
- جاتوش بانوم على موقع ناشيونال فوتبول تيمز (الإنجليزية)
- جاتوش بانوم على موقع Soccerway.com (الإنجليزية)